# Russ Conway
Pour les articles homonymes, voir Conway et Russ Conway (homonymie).
Trevor Herbert Stanford, dit Russ Conway, est un pianiste anglais (2 septembre 1925 – 16 novembre 2000) de musique populaire, célèbre pour ses interprétations au piano bastringue, à l'instar d'autres pianistes bastringue réputées comme Winifred Atwell.

## Carrière
Russ est né en Angleterre, à Bristol. Sans réelle formation de pianiste, il passa son adolescence au sein de la Marine Marchande de 1942 à 1948, et fut honoré de la distinction Médaille de Service pour l'efficacité et le zèle en tant qu'éclaireur et démineur lors des opérations qui libérèrent la Grèce dans les années 1944 à 1945 pendant la Seconde Guerre mondiale. C'est à cette époque qu'il se coupa définitivement une extrémité d'un doigt avec une machine à couper le pain en tranches. Il vécut en gagnant sa vie comme pianiste de bars, et fut remarqué un peu plus tard jouant du piano dans un club Londonien et signa sur le label Columbia EMI. À partir de la seconde moitié des années 1950, on le retrouve jouant aux côtés de Gracie Fields. Quoi qu'il en soit, Conway fit preuve de trop de talent pour rester sur la scène qu'occupaient d'autres artistes. Conway enregistre son premier single en 1957 : Roll the Carpet Up/The Westminster Waltz. L'année de ses meilleures ventes restera 1959, avec un classement de 83 semaines dans les UK Singles Chart. Après avoir sorti Side Saddle et Roulette. Les ventes de Conway se sont maintenues jusqu'à la première moitié des Sixties, et grâce à son style et son jeu, il bénéficia d'une reconnaissance de plusieurs années, tant en télé qu'en radio. Il a écrit une musique pour le West End, un spectacle de type comédie musicale resté sans succès, Mr Venus (sur des paroles de Norman Newell). 

## Fin de carrière
Sa santé chancelante vers la fin de sa vie et la fin de sa carrière ne sont jalonnées que de concerts de charité, principalement. En 1990, en compagnie de son ami le présentateur et écrivain Richard Hope-Hawkins, la Fondation pour la lutte contre le cancer qu'il a fondée fut un prétexte de plus à des concerts de charité : la fondation, appelée Russ Conway Cancer Fund a amassé des milliers de livres, dont il fit don à plusieurs institutions luttant contre le cancer.
En fin d'année 1994, il apparut dans son propre rôle de musicien lors de l'émission French and Saunders, à l'occasion d'un épisode spécialement préparé pour Noël, il joua son succès Side Saddle.  
Conway ne s'est jamais marié, et est mort le 16 novembre 2000. Richard Hope-Hawkins lui rendit hommage lors de son enterrement à l'église St Mary Redcliffe de Bristol. Elton John a envoyé un bouquet de fleurs. L'année suivante, Hope-Hawkins organisa un concert en mémoire de Conway, la Colston Hall Les 11 000 £ furent offerts à l'hospice St Peter de Bristol.

## Discographie

### LP
- Pack Up Your Troubles (1958) - UK Albums Chart #9
- Songs To Sing In Your Bath (1959) - UK #8
- Family Favourites (1959) - UK #3
- Time To Celebrate (1959) - UK #3
- My Concerto For You (1960) - UK #5
- Party Time (1960) - UK #7
- At The Cinema (1961)
- Russ Conway Presents 24 Piano Greats (1977) - UK #25

### Singles
Ses meilleures ventes
- "Party Pops" (1957) #24
- "Got a Match" (1958) #30
- "More Party Pops" (1958) #10
- "The World Outside" (1959) #24
- "Side Saddle" (1959) #1
- "Roulette" (1959) #1
- "China Tea" (1959) #5
- "Snow Coach" (1959) #7, fox-trot avec grelots adapté aux compositions de Noël
- "More And More Party Pops" (1959) #5
- "Royal Event" (1960) #15
- "Fings Ain't Wot They Used To Be" (1960) #47
- "Lucky Five" (1960) #14
- "Passing Breeze" (1960) #16
- "Even More Party Pops" (1960) #27
- "Pepe" (1961) #19
- "Pablo" (1961) #45
- "Say It With Flowers" (1961) #23
- "Toy Balloons" (1961) #7
- "Lesson One" (1962) #21
- "Always You And Me" (1962) #33